# Morsa (meccanica)

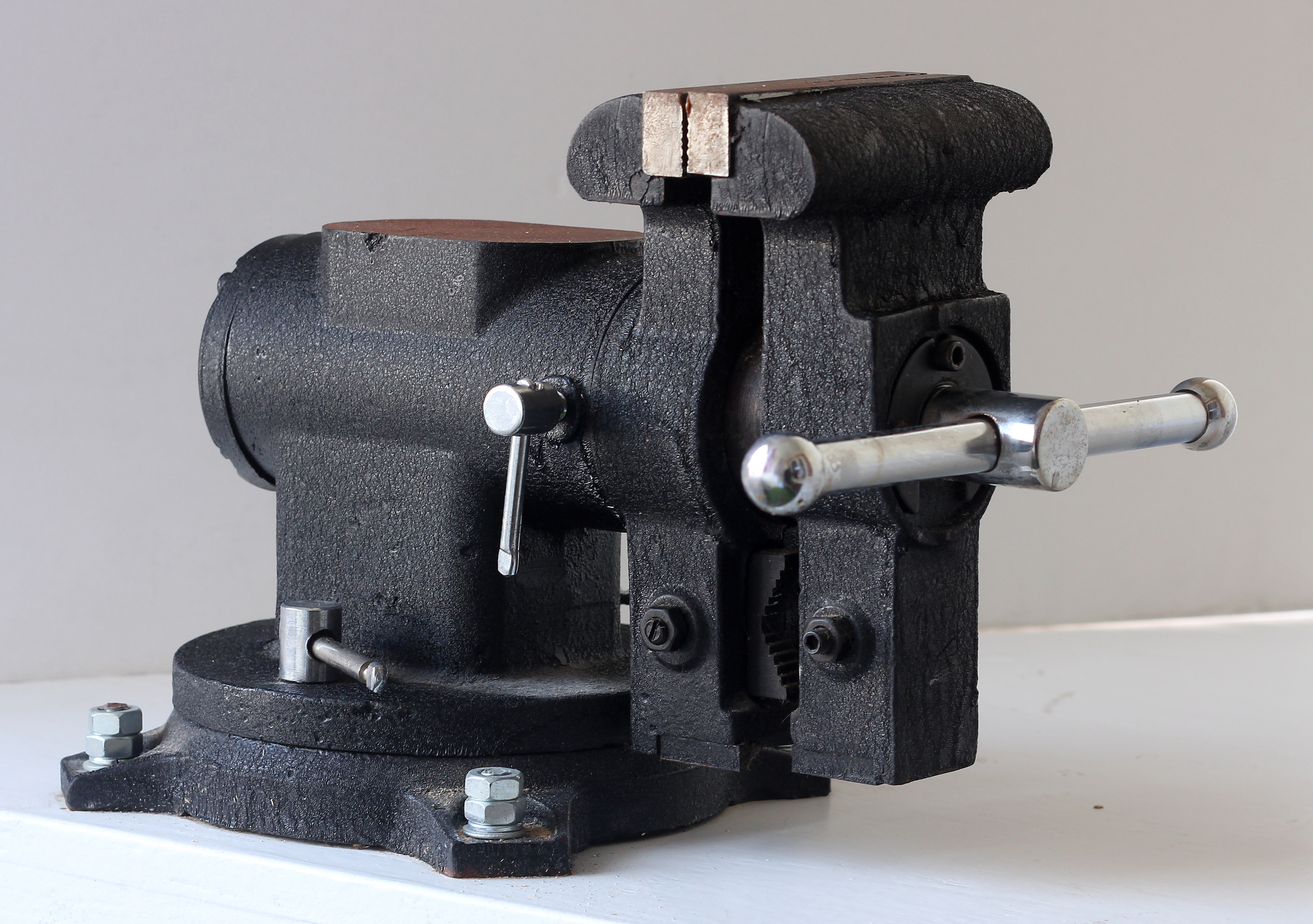
Robusta morsa parallela da banco in ghisa con ganasce riportate in acciaio

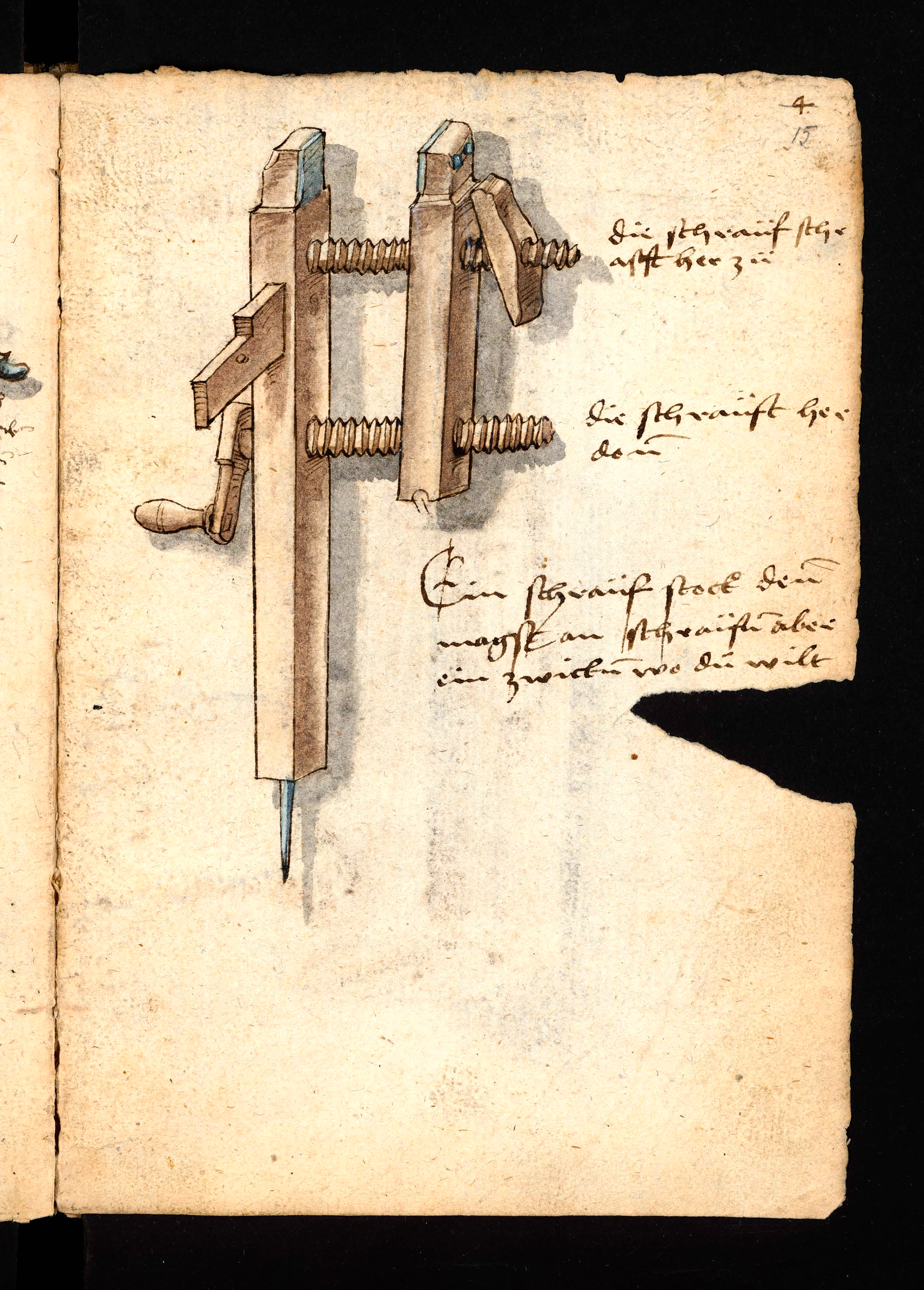
Morsa in legno di Löffelholz-Codex, Norimberga 1505

La morsa è un utensile meccanico a vite usato per serrare e trattenere i pezzi in lavorazione, di solito per aggiustaggio, filettatura, segatura, fresatura, saldatura, montaggio di altri elementi, anche incollaggio. I modelli più comuni sono in acciaio fuso o in ghisa ma esistono anche di legno. La forza di serraggio si ottiene con una vite manovrabile a mano agendo sull'impugnatura a manubrio scorrevole. La vite muove una ganascia mobile che stringe il pezzo contro una simmetrica ganascia fissa. Si usa ricoprire le ganasce con lamine di metallo dolce chiamate mordacchie, di solito in rame, in lega leggera o in piombo, al fine di non rovinare il pezzo serrato.
A) morsa parallela da banco
1 manubrio
2 testa della vite di manovra
3 ganascia riportata
4 ganascia fissa
5 morsetto di fissaggio a vite
B) morsa da macchina
C) morsetta
Al banco i lavori alla morsa si eseguono a mano con lima, carta vetrata, pialla, maschio, filiera, seghetto, trapano, alesatore, saldatore e altro ancora; a macchina con la fresatrice o il trapano a colonna.

## Tipi di morsa

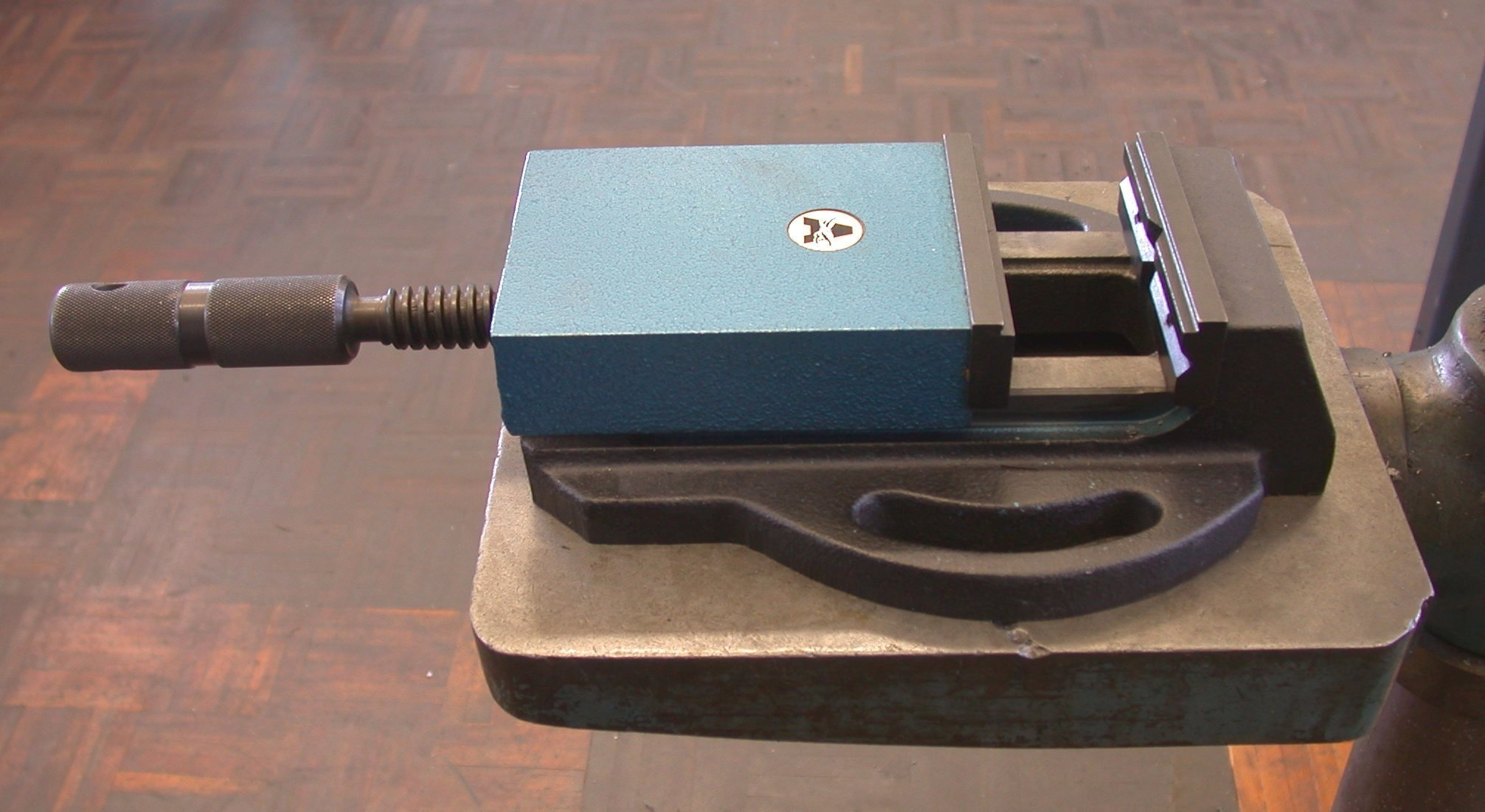
Morsa da macchina, si nota l'intaglio a V

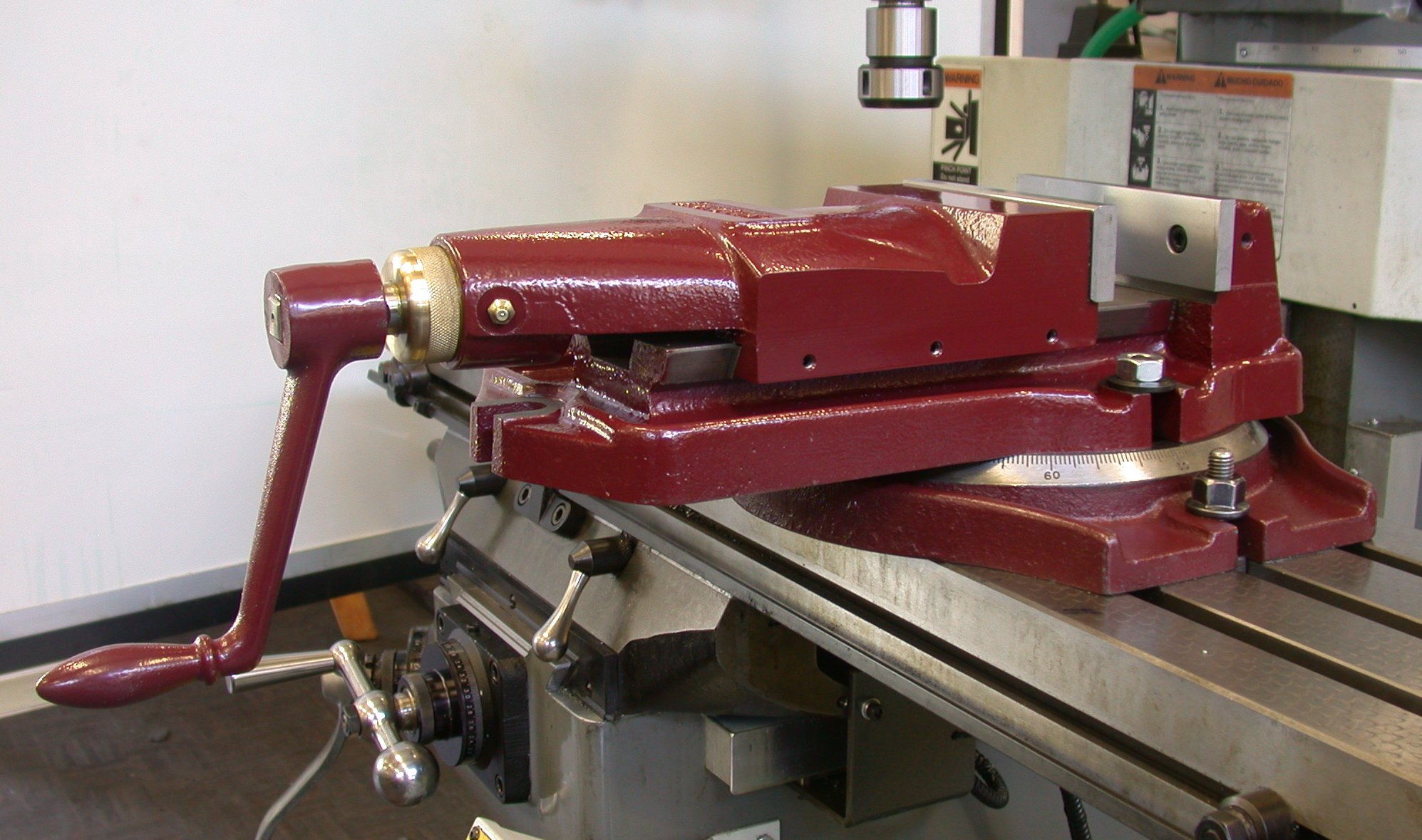
Morsa girevole di precisione da macchina; si notano i cerchi graduati e i punti di oliatura

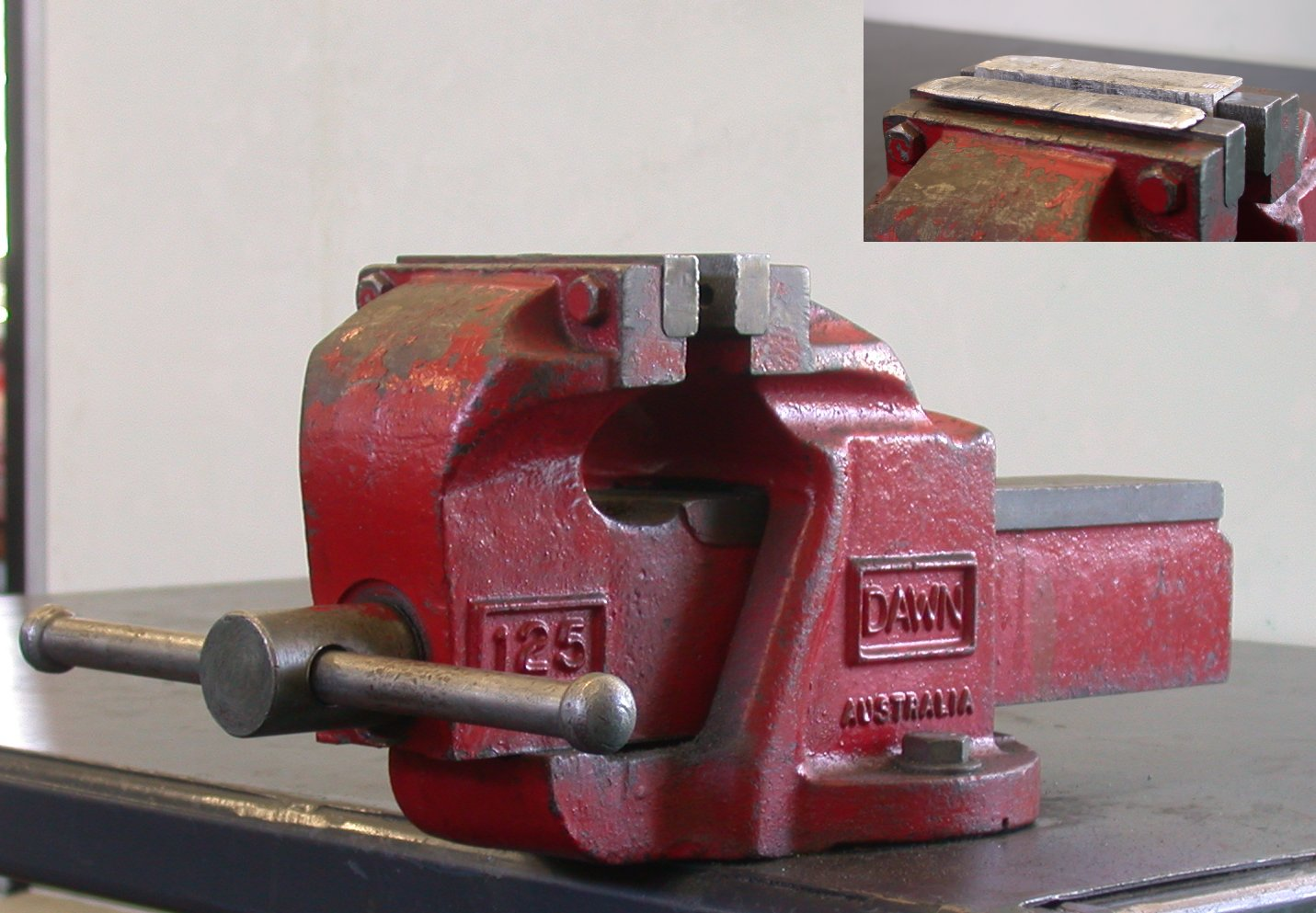
Morsa parallela da banco; nel riquadro si notano le mordacchie di piombo

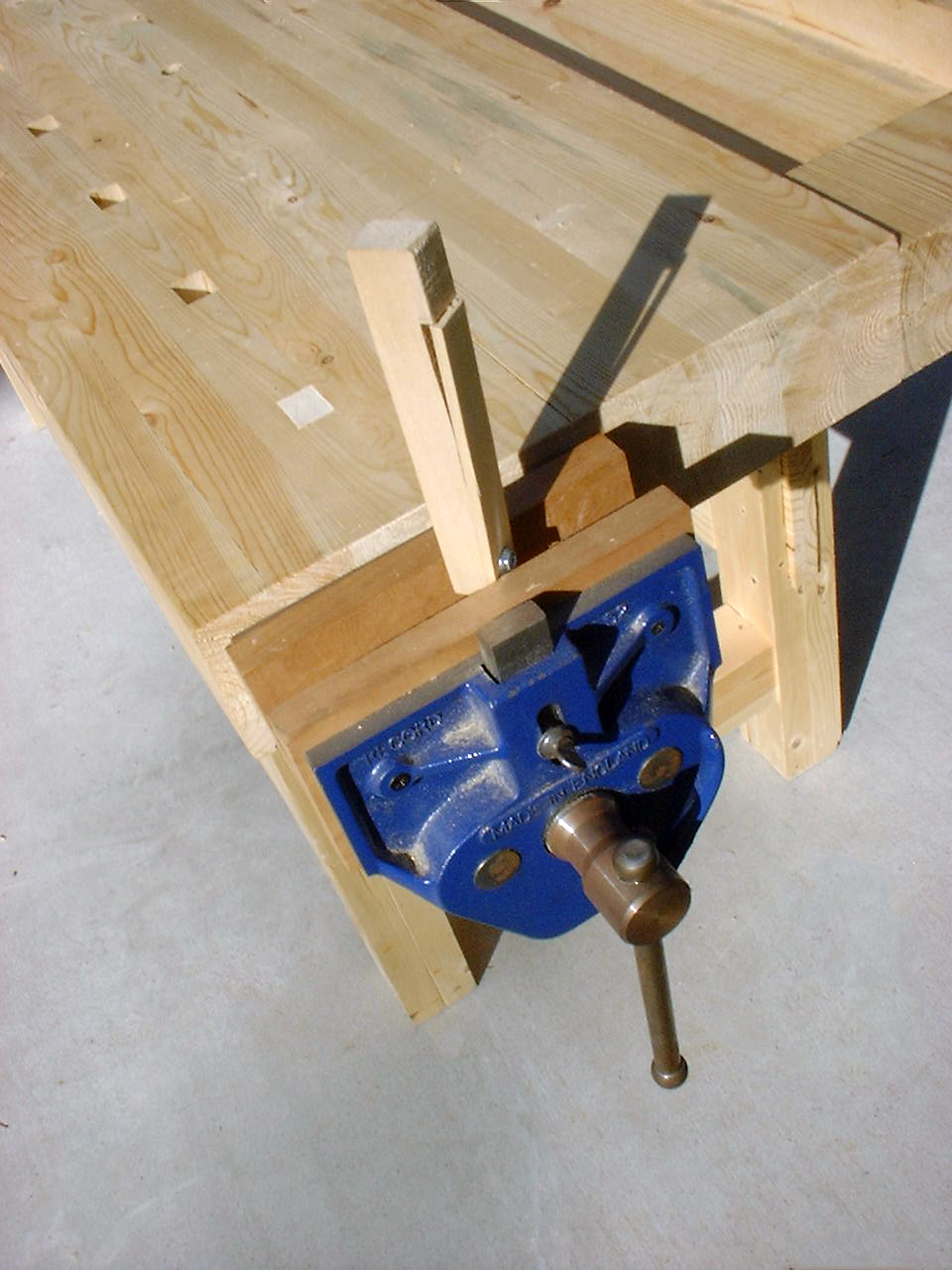
Morsa da banco per legno

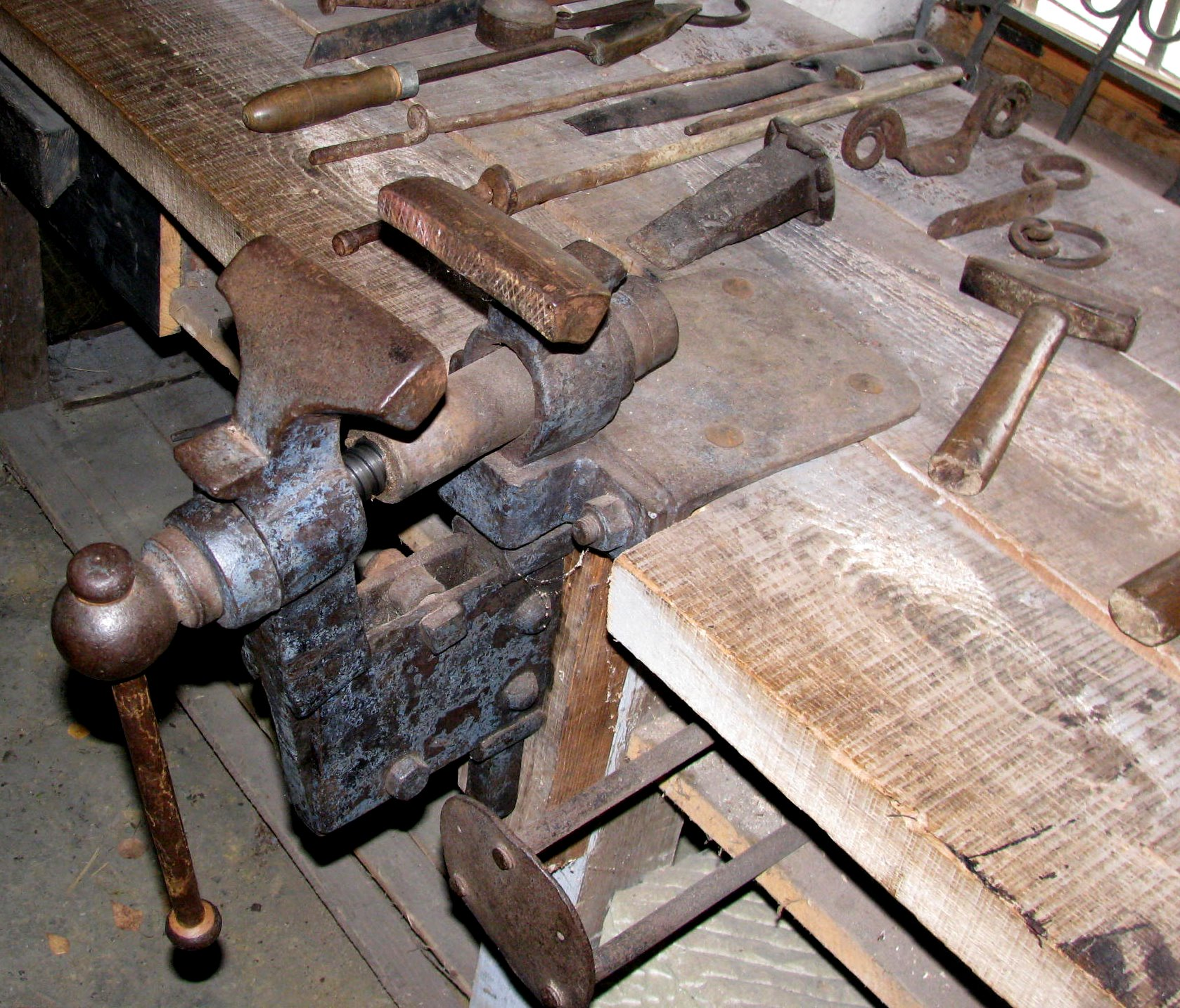
Un tipo di morsa articolata

La morsa è essenziale in ogni banco da lavoro. La sua posizione verticale influenza la bontà delle lavorazioni e la fatica profusa dall'operaio per conseguirla. A titolo indicativo e per una persona di media statura il banco è alto circa 80 cm dal pavimento e la morsa viene fissata in modo che poggiando il gomito sulla sommità delle ganasce e tenendo l'avambraccio in verticale si riesca ad appoggiare il mento sulla mano chiusa a pugno.
La dimensione delle morse si indica con due numeri: il primo specifica la larghezza delle ganasce, il secondo l'ampiezza della bocca a piena apertura, per esempio 150x220 mm. Gli standard dimensionali delle morse sono unificate dalle normative UNI 5271 e 5272, mentre la filettatura della vite di manovra è in generale di tipo Acme.
È prodotta in numerosi tipi che possono dividersi in due vaste categorie:
- per legno.
- per metallo.

Le prime sono di generose dimensioni e integrate nel banco di lavoro da falegname, di lato per non eccedere in altezza; vengono costruite in legno, talvolta in metallo o in legno con inserti metallici, le ganasce sono quasi sempre di legno o di plastica, raramente di metallo e in questo caso hanno mordacchie di legno per non rovinare i pezzi serrati.

Le seconde si fissano al piano del banco o della macchina con viti o morsetti, oppure con ventose quando non devono sopportare grandi sforzi, le più piccole non prevedono fissaggio e mantengono la posizione solo grazie al loro peso; alcune possono ruotarsi e inclinarsi, le più precise dispongono di scale graduate e noni. Per agevolare l'inserimento del pezzo alcune permettono lo smontaggio rapido della ganascia frontale agendo sul dado di fissaggio.
Tra i vari modelli si annoverano:
- parallele da banco o da tavolo, anche chiamate ad accoppiamento prismatico per via della forma delle slitte a coda di rondine; le più diffuse sono costruite in ghisa con le ganasce riportate in acciaio temprato e zigrinato che si aprono restando parallele l'una all'altra. Esistono morse in acciaio, meno soggette a rottura, nel caso il tipo di lavorazione preveda ripetute martellature sul pezzo in lavorazione.
- parallele per macchina, hanno profilo ribassato e talvolta le ganasce recano un intaglio a V per agevolare l'assialità del pezzo, spesso sono girevoli; s'impiegano con i trapani a colonna e con le fresatrici.
- articolate, le cui ganasce si aprono formando un angolo anziché parallelamente, in quanto la parete mobile della morsa è incernierata su quella fissa. La presa del pezzo è meno salda che nella morsa parallela, proprio a causa del non parallelismo delle ganasce; è la tipica morsa del fabbro.
- a collo d'oca, anche dette disassate, come le parallele ma con le ganasce incurvate a guisa del collo dell'oca per agevolare il serraggio di alberi e mandrini.
- a seni, usate quando serve grande precisione angolare, impiegano barre seni e blocchetti di riscontro per triangolature.
- con gambo, hanno un lungo gambo che si appoggia al pavimento per favorire la ribattuta con il martello dei pezzi serrati, sono impiegate soprattutto nella fucina.
- per tubi, hanno ganasce intagliate a V con serraggio verticale, imbullonate al banco.
- morsette a manico di piccole dimensioni, la vite di serraggio si manovra con l'impugnatura zigrinata; sono impiegate nel campo della meccanica di precisione, dell'orologeria, dell'elettronica e dell'hobbystica.

## Impiego
Per lavorare alla morsa con agio e comodità conviene disporsi a lato, a circa 45° rispetto all'asse della vite e a mezzo metro dal banco, assumere postura leggermente inclinata con il piede sinistro in avanti e il destro indietro e il ginocchio sinistro lievemente flesso così da poter oscillare con il corpo facendo perno sulla gamba destra durante i lavori di aggiustaggio. Nel caso di lavori di precisione la postura può essere diversa poiché conviene avvicinarsi alquanto al pezzo.
Onde scongiurare la deformazione del pezzo conviene serrarlo tra le mordacchie in modo che ne sporga solo una piccola parte, preferendo la zona centrale delle ganasce qualora le sue dimensioni fossero inferiori alla larghezza della bocca. Questo perché l'usura della morsa può manifestarsi in una più o meno accentuata obliquità delle ganasce durante il serraggio, soprattutto nei modelli con slitte prismatiche. Si eviti l'uso di prolunghe (tubi, chiavi, ecc.) quando si agisce sull'asta di manovra a manubrio, poiché l'aumento del braccio di leva e del conseguente momento meccanico può facilmente causare la rottura della morsa.
L'uso delle mordacchie assicura una presa migliore e al contempo più uniforme e delicata, e diminuisce il rischio di graffiature o deformazioni del pezzo. Di solito per i lavori di aggiustaggio con la lima s'impiegano mordacchie di alluminio, per il serraggio di parti filettate conviene invece usare il piombo. In falegnameria si preferiscono mordacchie di legno e di plastica.

## Manutenzione
Le morse richiedono poca manutenzione. Al termine del lavoro conviene ripulirle con aria compressa e controllare che non vi siano residui di truciolo sulla vite. Di tanto in tanto vanno lubrificate con olio o grasso; in particolare conviene oliare le slitte e le parti scorrevoli e ingrassare la vite. I modelli di pregiata qualità hanno punti di oliatura con valvole a sferetta di ritegno.